# Agrotis lafauryi
Agrotis lafauryi är en fjärilsart som beskrevs av Dumont 1920. Agrotis lafauryi ingår i släktet Agrotis och familjen nattflyn. Inga underarter finns listade i Catalogue of Life.